# Строилова, Лидия Георгиевна
Лидия Георгиевна Строилова (Гусева; род. 4 августа 1945) — советская баскетболистка, выступавшая на позиции защитника. Заслуженный мастер спорта СССР (1971).
В качестве игрока защищала цвета московских «Спартака» и ЦСКА. Становилась серебряной призершей чемпионата СССР 1967 года.
С 1968 по 1972 год являлась игроком сборной СССР.
В составе сборной завоевала титул чемпионки Европы в 1970 году (в Нидерландах) и в 1972 году (в Болгарии). В 1971 году одержала победу на чемпионате мира, проходившем в Бразилии.